# Kjetil Sæter
Kjetil Sæter (* 5. Mai 1971) ist ein norwegischer ehemaliger Biathlet.
Kjetil Sæter erreichte seinen ersten internationalen Erfolg, als er gemeinsam mit Kjell Ove Oftedal und Dag Bjørndalen in Sodankylä bei den Biathlon-Juniorenweltmeisterschaften 1990 die Bronzemedaille im Mannschaftsrennen gewann. 1996 gab er in Östersund sein Debüt im Biathlon-Weltcup und gewann als 20. des Einzels sogleich Weltcuppunkte. Bis 1998 folgten weitere Einsätze, in denen er jedoch keine Punkte mehr gewann. Die größten internationalen Erfolge erreichte Sæter bei Biathlon-Europameisterschaften. 1997 gewann er in Windischgarsten mit Stig-Are Eriksen, Lars-Sigve Oftedal und Kjell Ove Oftedal die Silbermedaille im Staffelwettbewerb, ein Jahr später gewann er in Minsk mit Kim Skutbergsveen Bård Mjølne und Stig-Are Eriksen hinter Deutschland Silber.
National gewann Sæter 1990 mit Tommy Olsen und Frode Løberg für Hedmark startend mit Mannschafts-Silber seine erste Medaille bei den norwegischen Meisterschaften. 1991 gewann er Silber mit der Mannschaft und Bronze im Staffelrennen, 1994 gewann er mit Kjetil Storsveen, Dag Ivar Hovde und Frode Løberg den Titel mit der Mannschaft. 1996 wurde er Mannschaftsdritter, ebenso 1997 mit der Mannschaft und der Staffel. Zu seinen Teamkameraden gehörten unter anderem Rolf Storsveen, Jon Per Nygaard und Helge Sveen.

## Biathlon-Weltcup-Platzierungen
Die Tabelle zeigt alle Platzierungen (je nach Austragungsjahr einschließlich Olympische Spiele und Weltmeisterschaften).
- 1.–3. Platz: Anzahl der Podiumsplatzierungen
- Top 10: Anzahl der Platzierungen unter den ersten zehn (einschließlich Podium)
- Punkteränge: Anzahl der Platzierungen innerhalb der Punkteränge (einschließlich Podium und Top 10)
- Starts: Anzahl gelaufener Rennen in der jeweiligen Disziplin

| Platzierung         | Einzel | Sprint | Verfolgung | Massenstart | Team | Staffel | Gesamt |
| ------------------- | ------ | ------ | ---------- | ----------- | ---- | ------- | ------ |
| 1. Platz            |        |        |            |             |      |         |        |
| 2. Platz            |        |        |            |             |      |         |        |
| 3. Platz            |        |        |            |             |      |         |        |
| Top 10              |        |        |            |             |      |         |        |
| Punkteränge         | 1      |        |            |             |      |         | 1      |
| Starts              | 3      | 3      |            |             |      |         | 6      |
| Stand: Karriereende |        |        |            |             |      |         |        |